# 卡瓦納區 (聖羅曼省)
卡瓦納區（西班牙語：Distrito de Cabana），是秘魯的一個區，位於該國東南部普諾大區的聖羅曼省，面積191平方公里，海拔高度3,901米，2007年人口4,392，人口密度每平方公里23人。